# Jeff Hardeveld
Jeff Hardeveld (Delft, 27 februari 1995) is een Nederlands voetballer die bij voorkeur als verdediger speelt. Hij verruilde in 2024 FC Emmen voor SC Telstar.

## Clubcarrière

### Feyenoord
Hardeveld begon met voetballen bij Vitesse Delft en werd vandaaruit opgenomen in de jeugdopleiding van Feyenoord. Daar begon hij in de F-jeugd. Hardeveld zat begin 2014 eenmaal op de bank bij het eerste team, tijdens een thuiswedstrijd tegen N.E.C..

### FC Utrecht
Hardeveld stapte in 2014 over naar FC Utrecht. Hij speelde drie jaar bij FC Utrecht, een tijd die vooral in het teken van blessureleed stond. Hij maakte op 20 december 2014 zijn debuut in het betaald voetbal, tijdens een competitiewedstrijd tegen AZ. Hij kwam dat seizoen nog tot 15 wedstrijden. Het daaropvolgende seizoen speelde hij door blessures slechts een officiële wedstrijd voor de club. Desondanks behield FC Utrecht vertrouwen in de speler en besloot zijn contract te verlengen. Na in maart 2016 teruggekeerd te zijn van een zware knieblessure moest Hardeveld zich in de rust van de bekerwedstrijd tegen VVSB opnieuw laten vervangen. Na een operatie zou hij zich op het volgend seizoen moeten richten. Echter, in augustus 2016 kreeg Hardeveld een terugslag waardoor hij weer zo'n twaalf maanden zou moeten revalideren.

### Heracles Almelo
Nadat FC Utrecht de verdedigers Dario Đumić en Urby Emanuelson in de zomer van 2017 had vastgelegd, was Hardeveld bij FC Utrecht overbodig geworden. Hij tekende vervolgens een tweejarig contract bij Heracles Almelo, met een optie voor een derde jaar. Tim Breukers en Hardeveld hadden een overeenstemming bereikt over het verlengen van hun contract. Beide verdedigers tekenden voor één jaar bij, tot de zomer van 2020. Het contract van Hardeveld bevatte een optie voor nog een seizoen.

### FC Emmen
Vanaf het seizoen 2021/2022 is Hardeveld actief voor FC Emmen. Door blessures kwam hij in de eerste seizoenshelft maar tot vier duels, waarin hij één keer een rode kaart kreeg. Tijdens dat duel fungeerde Shona Shukrula, met wie Hardeveld in juni 2023 trouwde, als vierde official. Dat seizoen promoveerde Emmen naar de Eredivisie, maar op 10 september 2022 ging het opnieuw mis voor Hardeveld, die in het duel met Excelsior opnieuw een ernstige kruisbandblessure opliep. Hardeveld maakte op 11 augustus 2023 na 11 maanden revalidatie, zijn rentree bij FC Emmen. Hij begon in de basis bij de wedstrijd tegen Cambuur en scoorde daarbij de 0-2.

### SC Telstar
Op 2 september 2024 werd bekendgemaakt dat Hardeveld zich aansloot bij Telstar. Hij debuteerde op 8 september 2024 tegen MVV Maastricht (5-0). Hij kwam na 68 minuten in de ploeg voor Devon Koswal. Hij was meteen vaste basisspeler in het elftal van Anthony Correia. Op 9 februari 2025 scoorde hij zijn eerste doelpunt tegen Jong FC Utrecht (6-0). Ook speelde hij alle wedstrijden van de play-offs om promotie, waar Telstar Willem II wist te verslaan in de finale en promoveerde naar de Eredivisie. Hardeveld speelde 42 wedstrijden, waarbij hij vijf keer scoorde.

## Clubstatistieken
| Seizoen                    | Club            | Competitie      | Competitie | Competitie | Beker | Beker | Overig | Overig | Totaal | Totaal |
| Seizoen                    | Club            | Competitie      | Wed.       | Dlp.       | Wed.  | Dlp.  | Wed.   | Dlp.   | Wed.   | Dlp.   |
| -------------------------- | --------------- | --------------- | ---------- | ---------- | ----- | ----- | ------ | ------ | ------ | ------ |
| 2013/14                    | Feyenoord       | Eredivisie      | 0          | 0          | 0     | 0     | –      | –      | 0      | 0      |
| 2014/15                    | FC Utrecht      | Eredivisie      | 15         | 1          | 0     | 0     | –      | –      | 15     | 1      |
| 2015/16                    | FC Utrecht      | Eredivisie      | 0          | 0          | 1     | 0     | –      | –      | 1      | 0      |
| 2016/17                    | FC Utrecht      | Eredivisie      | 4          | 0          | 1     | 0     | 3      | 0      | 8      | 0      |
| 2016/17                    | Jong FC Utrecht | Eerste divisie  | 7          | 0          | –     | –     | –      | –      | 7      | 0      |
| 2017/18                    | FC Utrecht      | Eredivisie      | 0          | 0          | 0     | 0     | 1      | 0      | 1      | 0      |
| 2017/18                    | Heracles Almelo | Eredivisie      | 18         | 2          | 1     | 0     | –      | –      | 19     | 2      |
| 2018/19                    | Heracles Almelo | Eredivisie      | 0          | 0          | 0     | 0     | –      | –      | 0      | 0      |
| 2019/20                    | Heracles Almelo | Eredivisie      | 8          | 0          | 1     | 0     | –      | –      | 9      | 0      |
| 2020/21                    | Heracles Almelo | Eredivisie      | 14         | 0          | 2     | 0     | –      | –      | 16     | 0      |
| 2021/22                    | FC Emmen        | Eerste divisie  | 12         | 0          | 1     | 0     | –      | –      | 13     | 0      |
| 2022/23                    | FC Emmen        | Eredivisie      | 6          | 0          | 0     | 0     | –      | –      | 6      | 0      |
| 2023/24                    | FC Emmen        | Eerste divisie  | 33         | 1          | 1     | 0     | 4      | 0      | 38     | 1      |
| 2024/25                    | Telstar         | Eerste divisie  | 34         | 5          | 2     | 0     | 6      | 0      | 42     | 5      |
| Carrière totaal            | Carrière totaal | Carrière totaal | 151        | 9          | 10    | 0     | 14     | 0      | 175    | 9      |
| Bijgewerkt tot 2 juni 2025 |                 |                 |            |            |       |       |        |        |        |        |

## Interlandcarrière
Nederland onder 19
Op 6 september 2013 debuteerde Hardeveld voor Nederland –19 in een vriendschappelijke wedstrijd tegen Duitsland –19 (1 – 6).
| Interlands van Jeff Hardeveld | Interlands van Jeff Hardeveld | Interlands van Jeff Hardeveld | Interlands van Jeff Hardeveld | Interlands van Jeff Hardeveld | Interlands van Jeff Hardeveld |
| №                             | Datum                         | Wedstrijd                     | Uitslag                       | Soort Wedstrijd               | Doelpunten                    |
| Als speler bij Feyenoord      | Als speler bij Feyenoord      | Als speler bij Feyenoord      | Als speler bij Feyenoord      | Als speler bij Feyenoord      | Als speler bij Feyenoord      |
| ----------------------------- | ----------------------------- | ----------------------------- | ----------------------------- | ----------------------------- | ----------------------------- |
| 1.                            | 6 september 2013              | Nederland – Duitsland         | 1 – 6                         | Vriendschappelijk             | 0                             |
| 2.                            | 13 oktober 2013               | Turkije – Nederland           | 1 – 3                         | Vriendschappelijk             | 0                             |

Nederland onder 18
Op 26 maart 2013 debuteerde Hardeveld voor Nederland –18 in een vriendschappelijke wedstrijd tegen Duitsland –18 (4 – 1).
| Interlands van Jeff Hardeveld | Interlands van Jeff Hardeveld | Interlands van Jeff Hardeveld | Interlands van Jeff Hardeveld | Interlands van Jeff Hardeveld | Interlands van Jeff Hardeveld |
| №                             | Datum                         | Wedstrijd                     | Uitslag                       | Soort Wedstrijd               | Doelpunten                    |
| Als speler bij Feyenoord      | Als speler bij Feyenoord      | Als speler bij Feyenoord      | Als speler bij Feyenoord      | Als speler bij Feyenoord      | Als speler bij Feyenoord      |
| ----------------------------- | ----------------------------- | ----------------------------- | ----------------------------- | ----------------------------- | ----------------------------- |
| 1.                            | 26 maart 2013                 | Nederland – Duitsland         | 4 – 1                         | Vriendschappelijk             | 0                             |

## Privéleven
Jeff Hardeveld is getrouwd met scheidsrechter Shona Shukrula.